# Distrito histórico de Wall Street de Alabama City
El Distrito histórico de Wall Street de Alabama City es un distrito histórico ubicado en Gadsden, Alabama, Estados Unidos.

## Historia
Wall Street era la principal calle comercial de Alabama City. La ciudad fue fundada en 1891 a medio camino entre Gadsden y Attalla, con la intención de convertirse en el principal centro industrial del noreste de Alabama. En 1895, la ciudad obtuvo su primer gran empresa, una fábrica de algodón construida por la Dwight Manufacturing Company de Chicopee, Massachusetts. Su segunda fábrica importante, Alabama Steel and Wire Company, se inauguró en 1902. Para 1915, un próspero distrito comercial había crecido alrededor de la 7th Avenue, que se le conoció como "Pequeño Wall Street ". Un incendio en 1927 dañó y destruyó muchas estructuras a lo largo de Wall Street y Meighan Avenue. La ciudad nunca se recuperaría de la pérdida, especialmente cuando floreció la vecina Gadsden; Alabama City votó para fusionarse con Gadsden en 1932.

## Descripción
La arquitectura del distrito representa los estilos comerciales cambiantes de la década de 1910 a la de 1930. La mayoría están construidos en estilos simples de ladrillo con techos de parapeto, algunos con ladrillos más decorativos. Las características influenciadas por el art déco, como el revestimiento de terracota y los acentos de azulejos de vidrio, están presentes en edificios posteriores. Otros edificios notables son una estación de bomberos de estilo art déco (construida en 1936) y una biblioteca de estilo neoclásico (construida en 1938). El distrito fue incluido en el Registro Nacional de Lugares Históricos en 2002.